# Skřítek
Skřítek è un film del 2005, diretto da Tomáš Vorel, con Tomáš Hanák. Il film è privo i dialoghi, gli attori utilizzano onomatopee e suoni vocali vari. 

## Trama
In un appartamento cittadino abitano il padre, che lavora al macello, la madre, cassiera in un supermercato, il figlio maggiore, studente delle scuole superiori ed appassionato di skate, e la figlia minore, che studia il violino e che ogni tanto riceve le visite di uno strano folletto, che raramente si fa vedere da altri, e che le ha regalato una magica pietra di una luminosità amaranto.
Il padre, al mattatoio, ha un'amante. La madre lo viene a sapere quando la coppia clandestina, una notte, rimane chiusa in una cella frigorifera; di conseguenza la madre si esaurisce e va in cura da uno psichiatra, che le prescrive psicofarmaci e sedativi.
Il figlio maggiore, graffitaro e munito di piercing, ama compiere con gli amici gesti di microcriminalità - come dipingere sull'insegna del mattatoio la figura di un maiale che uccide un uomo - per poi leggerne i resoconti sulle pagine locali dei quotidiani. Coltiva marijuana in un giardino pubblico, per la qual cosa, su delazione di una vicina di casa, viene fermato dalla polizia, che poi il padre mette a tacere pagando sottobanco una bustarella. Il figlio, tuttavia, in seguito ad un litigio coi genitori, dà in escandescenze, anche perché scopre che la sua fidanzata lo ha lasciato per mettersi con un collega del padre, e si getta dalla finestra. Viene salvato dal folletto, poi si allontana.
La madre incontra l'amante del marito al supermercato, e la colpisce con una bottigliata in testa. Il padre e la figlia vanno a trovarla in prigione. Qui la figlia mostra all'agente di servizio la pietra magica, e torna, col padre e la madre, scarcerata, verso casa. Il figlio è nelle vicinanze, e pare che ritorni a casa coi genitori. La figlia si allontana col folletto, entrambi a cavalcioni di un maiale, per le vie cittadine.       